# Synagogue de Livourne
La synagogue de Livourne ou Tempio Maggiore est une synagogue historique de Livourne, en Italie, construite en 1603, partiellement détruite pendant la Seconde Guerre mondiale et reconstruite sous une forme différente entre 1958 et 1962.

## LeTempio Maggiorede 1603
La première synagogue de Livourne, appelée Tempio Maggiore (le temple majeure), remonte à 1603. La synagogue est construite dans un style modeste et simple par Claudio Cogorano et Alessandro Pieroni. Dans les années suivantes, la synagogue est agrandie pour accueillir la population juive de Livourne dont l'effectif augmente alors jusqu'à environ 3 000 personnes, attirées par les lois livournaises. En 1652 Francesco Cantagallina entreprend de construire une salle de culte plus grande et d'ajouter des galeries. L'arche sainte (Aron Kodesh) est construite en marqueterie de marbre coloré par Isidoro Baratta de Carrare et surmontée d'une couronne d'argent sur laquelle est sertie une topaze. La bimah est construite avec la même technique et le plafond est enrichi de stucs, de décorations et de dorures.
En 1742, à la suite d'un tremblement de terre, la synagogue doit a subir une rénovation structurelle par Ignazio Fazzi. A cette occasion une deuxième rangée de galeries est construite pour les femmes. Une fois les travaux terminés, la salle du temple est la deuxième plus grande après celle de la synagogue portugaise d'Amsterdam, mesurant 28 mètres de long sur 26 mètres de large. la synagogue rénovée est inaugurée le 20 septembre 1789, premier soir de Roch Hachana 5550 selon le calendrier hébreu. Au XIXe siècle, la synagogue est à nouveau agrandie et une nouvelle façade sud fut construite.
La Synagogue de Livourne est partiellement détruite pendant la Seconde Guerre mondiale (bombardement allié du 28 mai 1943). Une partie du mobilier liturgique de l'ancienne synagogue est conservée au Musée Juif Yeshivà Marini de Livourne.

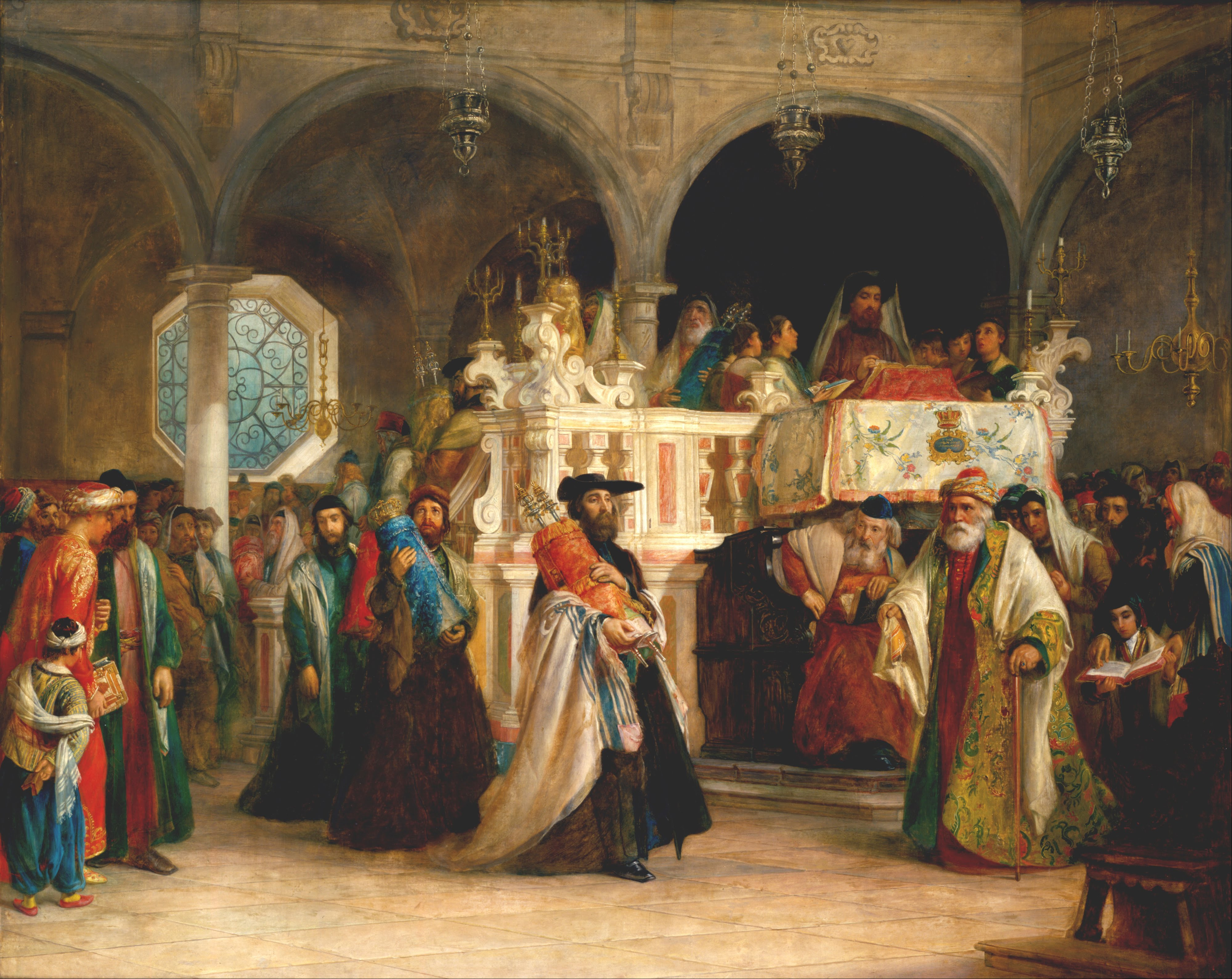
Sim'hat Torah à la synagogue de Livourne ( Solomon Alexander Hart, v. 1850).
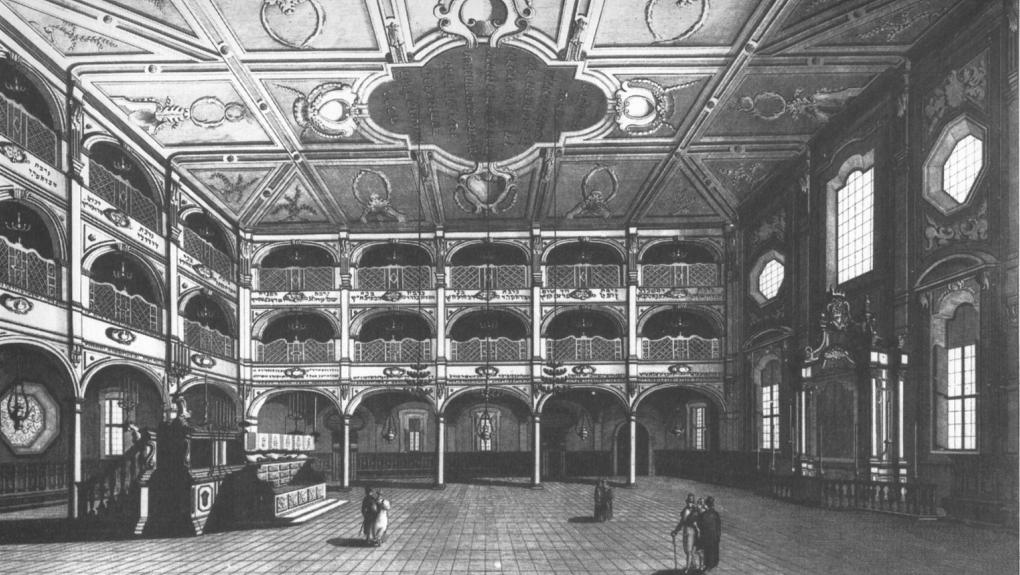
L’intérieur de la synagogue au XIXe siècle
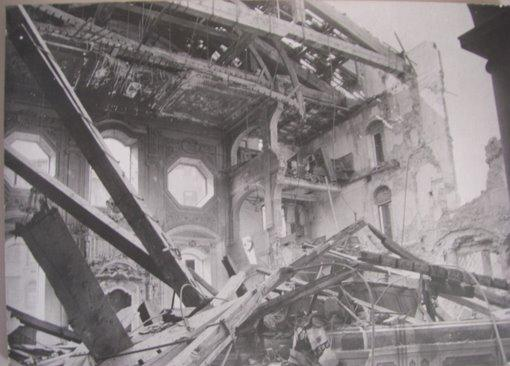
La synagogue détruite par les bombardements durant la seconde guerre mondiale
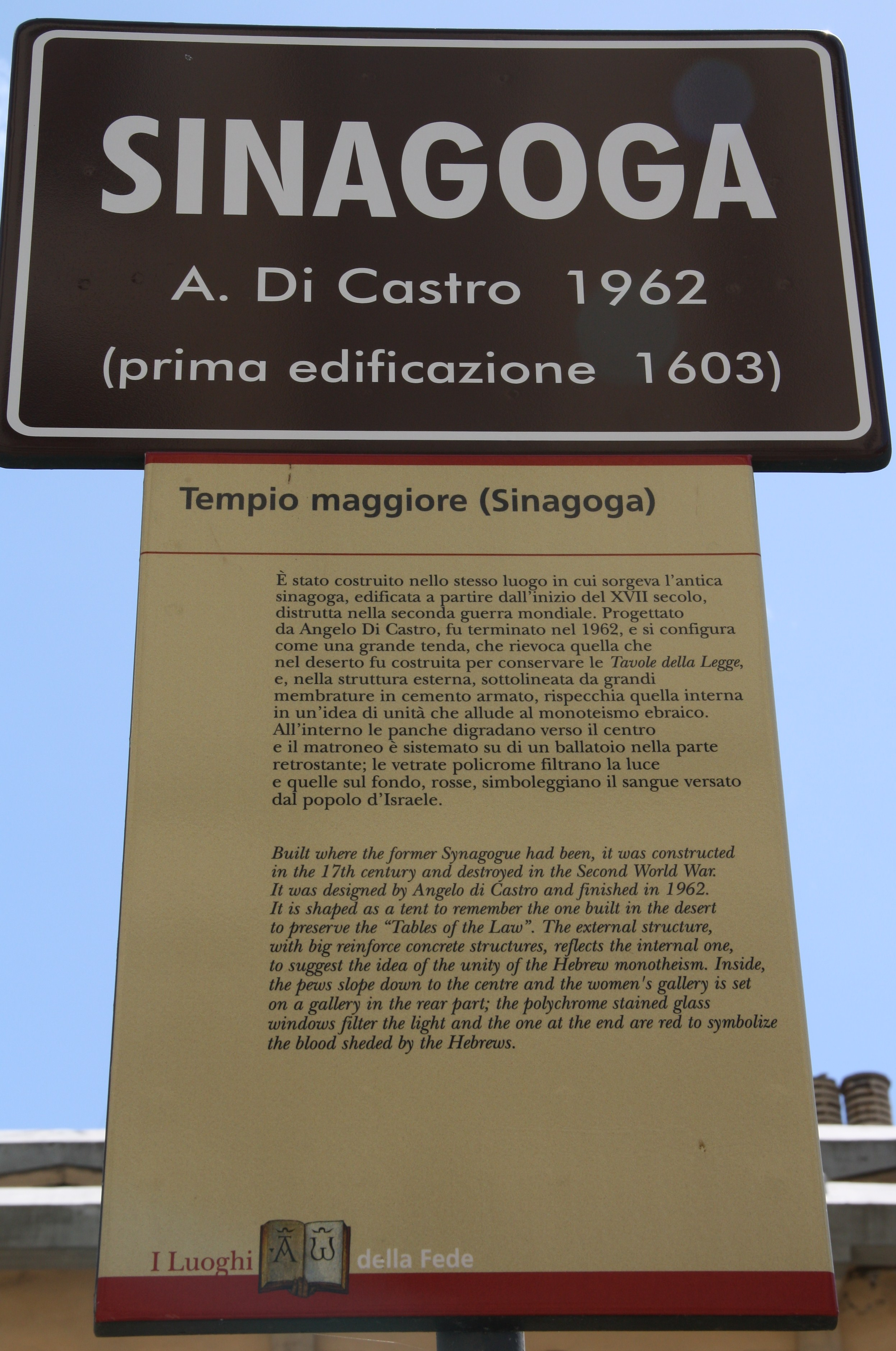
Panneau historique sur le site

## LeTempio Maggiorede 1962
La nouvelle Synagogue de Livourne est le principal lieu de culte juif des 700 Juifs de Livourne qui ont survécu à l'Holocauste. Le temple est situé sur la Piazza Elijah Benamozegh, non loin de la Piazza Grande, sur le site de l'ancienne synagogue partiellement détruite pendant la Seconde Guerre mondiale. C'est l'une des quatre synagogues construites dans les années 1900 en Italie et la seule érigée après la Seconde Guerre mondiale. La synagogue est dessinée par l'architecte italien Angelo Di Castro. Les travaux commencent en 1958 et la sinagogue est inaugurée le 23 octobre 1962.
Le Tempio Maggiore est une construction moderne, audacieuse et originale en béton armé inspirée de la tente dans le désert en souvenir de l'Exode assignée à la garde de l'Arche d'Alliance. Au centre de la synagogue se trouve la bimah, construite avec des marbres récupérés de l'ancienne synagogue détruite ; devant elle se trouve l'arche sainte en bois d'Angelo Scoccianti, œuvre datant de 1708 récupérée de la synagogue de Pesaro. Le Matroneum (tribune réservée aux femmes) est placé au dos de la bimah au premier étage tandis que dans la partie supérieure de l'abside se trouve un vitrail rouge à la mémoire des victimes de l'Holocauste. Au niveau inférieur se trouve l'Oratorio Lampronti dont la bimah et l'arche sainte proviennent de la sinagogue de rite espagnol de Ferrare ; l'Oratoire est utilisé comme synagogue en hiver.

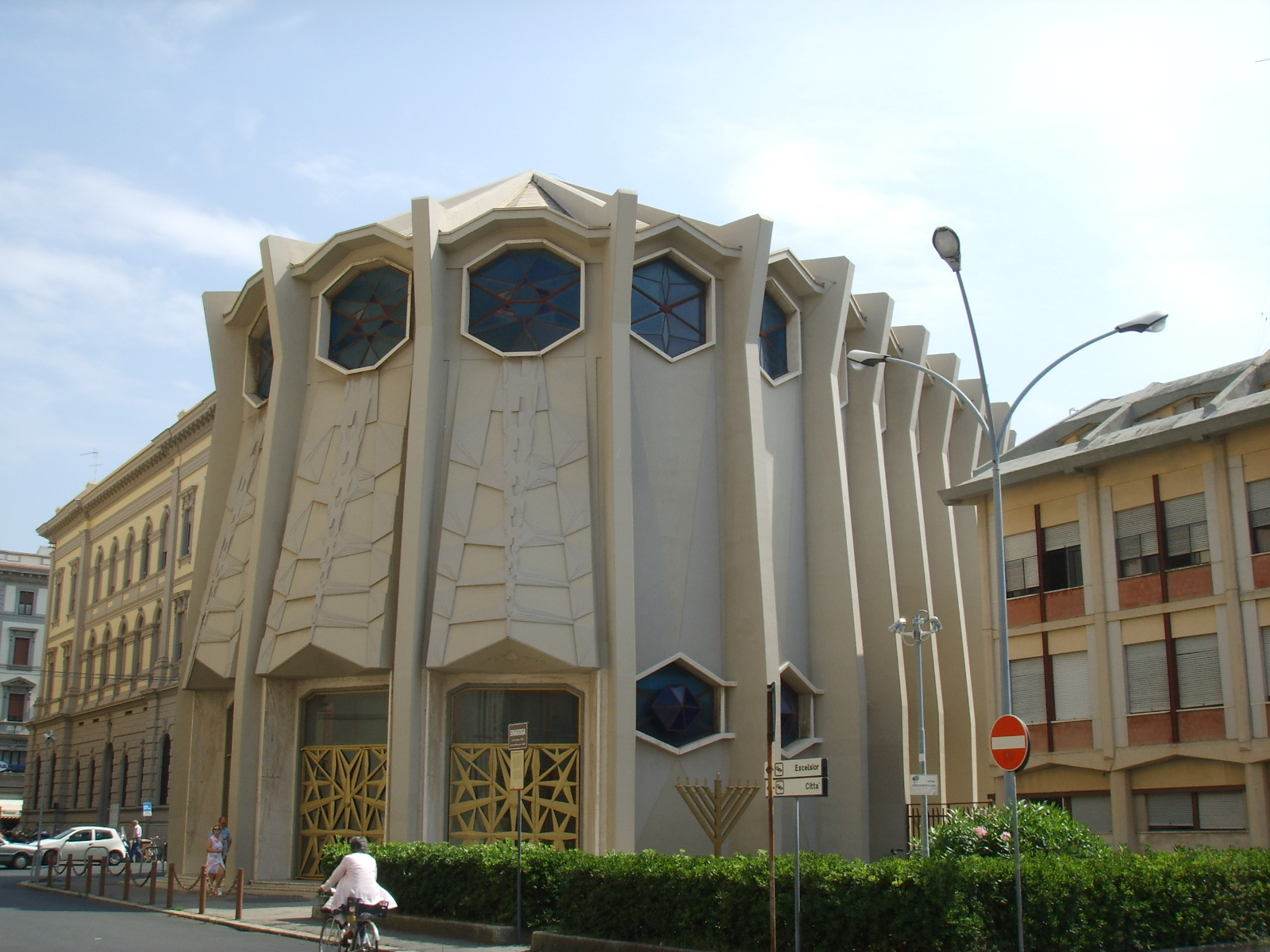
Vue de l'entrée de la synagogue
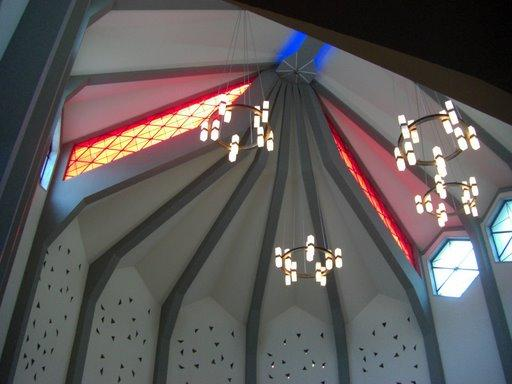
Le plafond de la nouvelle synagogue
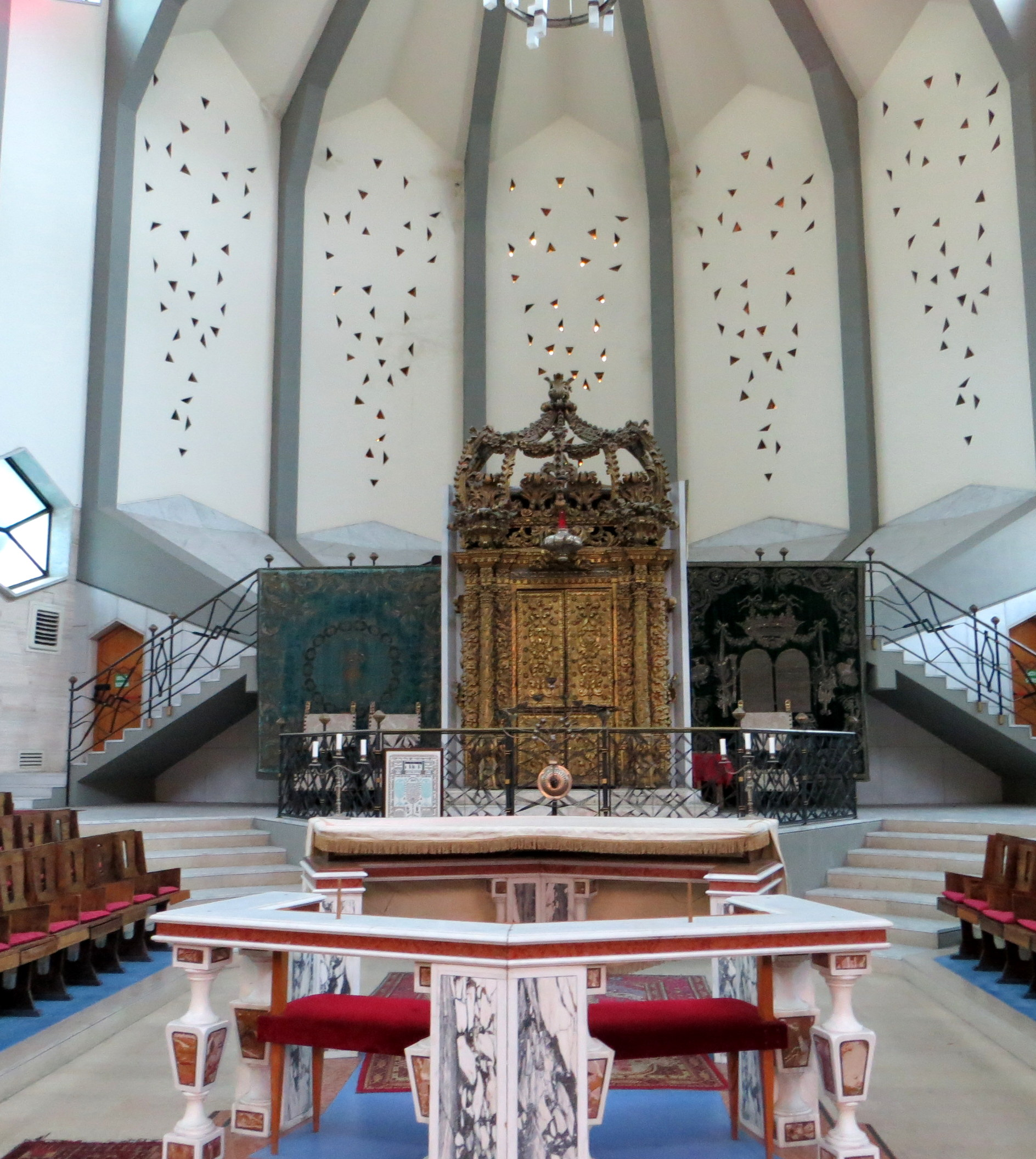
L'arche à l’intérieur de la synagogue
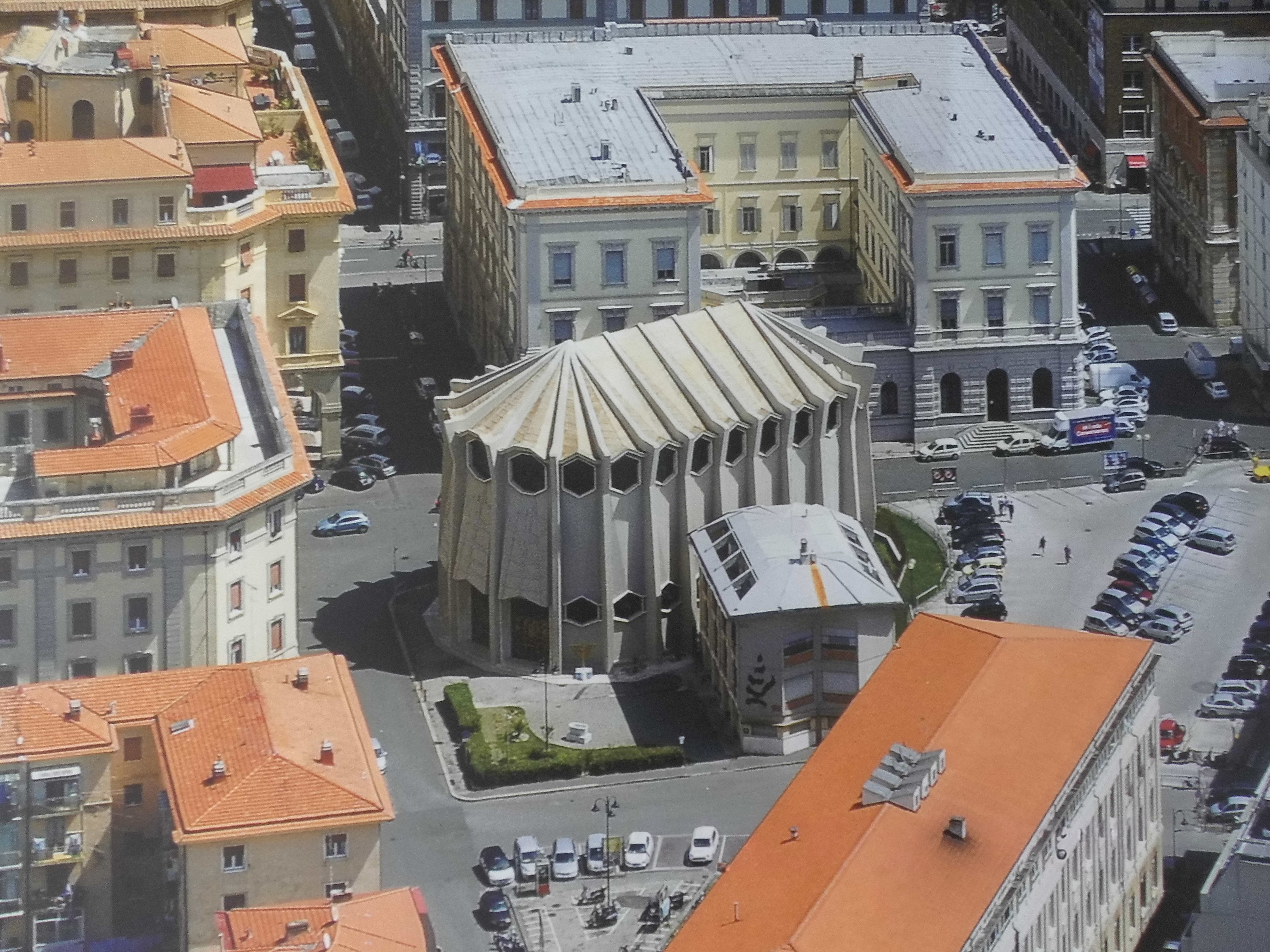
Vue aérienne de la synagogue